# Pterogramma perparva
Pterogramma perparva är en tvåvingeart som först beskrevs av Samuel Wendell Williston  1896.  Pterogramma perparva ingår i släktet Pterogramma och familjen hoppflugor. Inga underarter finns listade i Catalogue of Life.